# Burman
Burman va ser una antiga ciutat estat, especialment en el tercer mil·lenni aC, que probablement estava al nord de l'actual Síria. Es coneix a partir de textos cunéiformes d'Ebla i Mari. En els textos d'Ebla, hi ha el nom de dos reis gravats: Enar-Halam i Agi. Els textos també contenen dues reines amb els noms Simini-Kù-Babbar i Nadum. Quan la reina Simini-Kù-Babbar va donar a llum un nen, el tribunal d'Ebla va enviar dues agulles de plata amb un cap daurat. La seva relació amb Ebla era majoritàriament d'amistat, però en alguns moments la ciutat es va oposar a Ebla. Tell es-Sweyhat podria estar identificat amb Burman.